# آدامانتیه

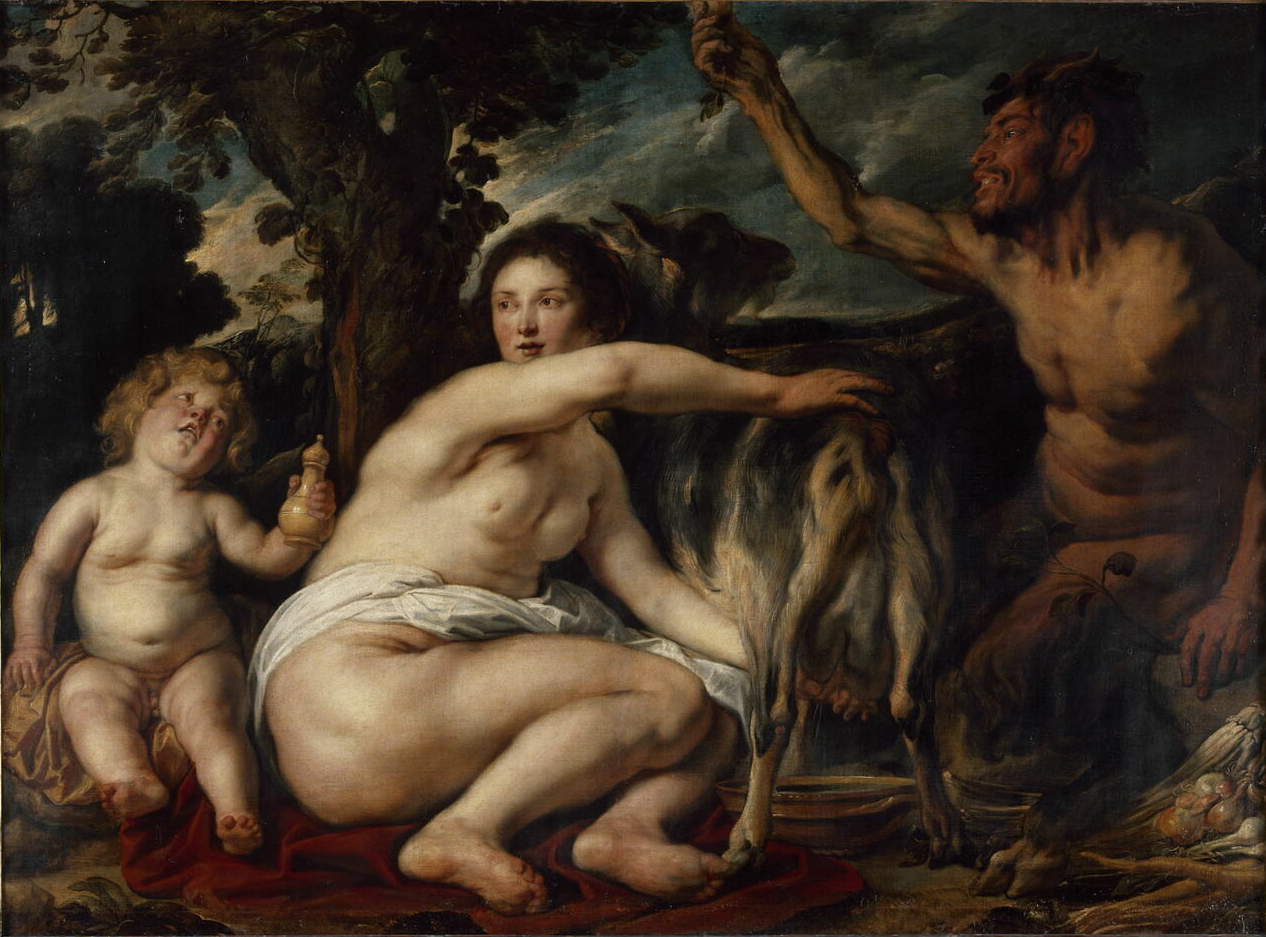
آدامانتیه

در اساطیر یونان، آدامانتیا یا آدامانتیه پری بود که به پرورش زئوس نوزاد کمک کرد تا او را از پدرش کرونوس پنهان کند. نام او از کلمه یونانی ἀδάμας (آداماس)، به معنی «رام‌نشدنی» و θεά، کلمه یونانی «الهه» است.

## توجه داشته باشید
1. ↑  Bell, Robert E. (1991). Women of Classical Mythology: A Biographical Dictionary. ABC-CLIO. pp. 4. ISBN 978-0-87436-581-8.